# Dolichoderus brevis
Dolichoderus brevis är en myrart som beskrevs av Santschi 1920. Dolichoderus brevis ingår i släktet Dolichoderus och familjen myror. Inga underarter finns listade i Catalogue of Life.